# Teoria d'enllaç de valència

Formació d'un enllaç simple Cl-Cl mitjançant la compartició de dos electrons aportats un per cada àtom de clor, segons Lewis

La teoria d'enllaç de valència (TEV) és una de les dues teories bàsiques, juntament amb la teoria dels orbitals moleculars (TOM) que empren la mecànica quàntica per descriure l'enllaç covalent. Es fonamenta i desenvolupa la teoria de Gilbert N. Lewis que descriu l'enllaç covalent com una unió química deguda a la compartició entre dos àtoms d'una parella d'electrons. La TEV, com la TOM, empra mètodes matemàtics aproximats de resolució de l'equació de Schrödinger per a sistemes d'àtoms enllaçats.

## Història
El 1916 el químic nord-americà Gilbert Newton Lewis, de la Universitat de Califòrnia, proposà, en el seu article "The Atom and the Molecule" que un enllaç covalent es forma per la compartició de dos electrons desaparellats de cadascun dels dos àtoms. A partir d'aquesta idea d'aparellament d'electrons, el 1927 fou formulada la primera teoria quàntica de l'enllaç covalent, per part dels físics alemanys Walter Heitler i Fritz Wolfgang London, que investigaven a Zúric amb Erwin Schrödinger, i que permeté el càlcul de les propietats de l'enllaç de la molècula de dihidrogen (H₂).
A finals dels anys 20 del segle xx no s'havia pogut explicar la valència 4 del carboni que empra en la totalitat dels composts en els quals participa, excepte en el monòxid de carboni, CO. Tampoc era possible explicar l'estructura tetraèdrica dels quatre enllaços que formava en molècules com el metà, CH₄, i en molts d'altres. El químic nord-americà Linus Carl Pauling, del California Institute of Technology, atacà el problema emprant la nova mecànica quàntica i el mètode de Heitler-London, però es topà amb greus dificultats matemàtiques que li impediren resoldre les equacions mecano-quàntiques. Gràcies als treballs del físic nord-americà John C. Slater, del Massachusetts Institute of Technology, que simplificà l'equació de Schrödinger, Pauling pogué resoldre les complexes equacions, explicar la tetravalència del carboni i la direcció dels seus enllaços i ampliar la teoria de Heitler-London a altres molècules poliatòmiques. El 17 de febrer de 1931 envià a la revista Journal of Americal Chemical Society un famós, i extens article, que duu per títol "The Nature of the Chemical Bond" on explicava els seus resultats, el qual fou publicat el 6 d'abril. Per la seva part Slater arribà als mateixos resultats, però els desenvolupà en forma menys extensa, i els publicà amb un mes d'antelació, l'1 de març de 1931. Pauling amplià l'estudi de l'enllaç químic en altres sis articles, tots ells redactats com a continuació del primer.

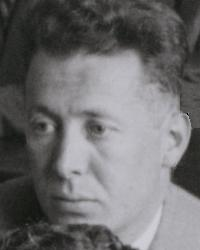
Walter Heitler
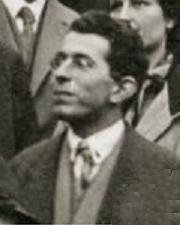
Fritz Wolfgang London
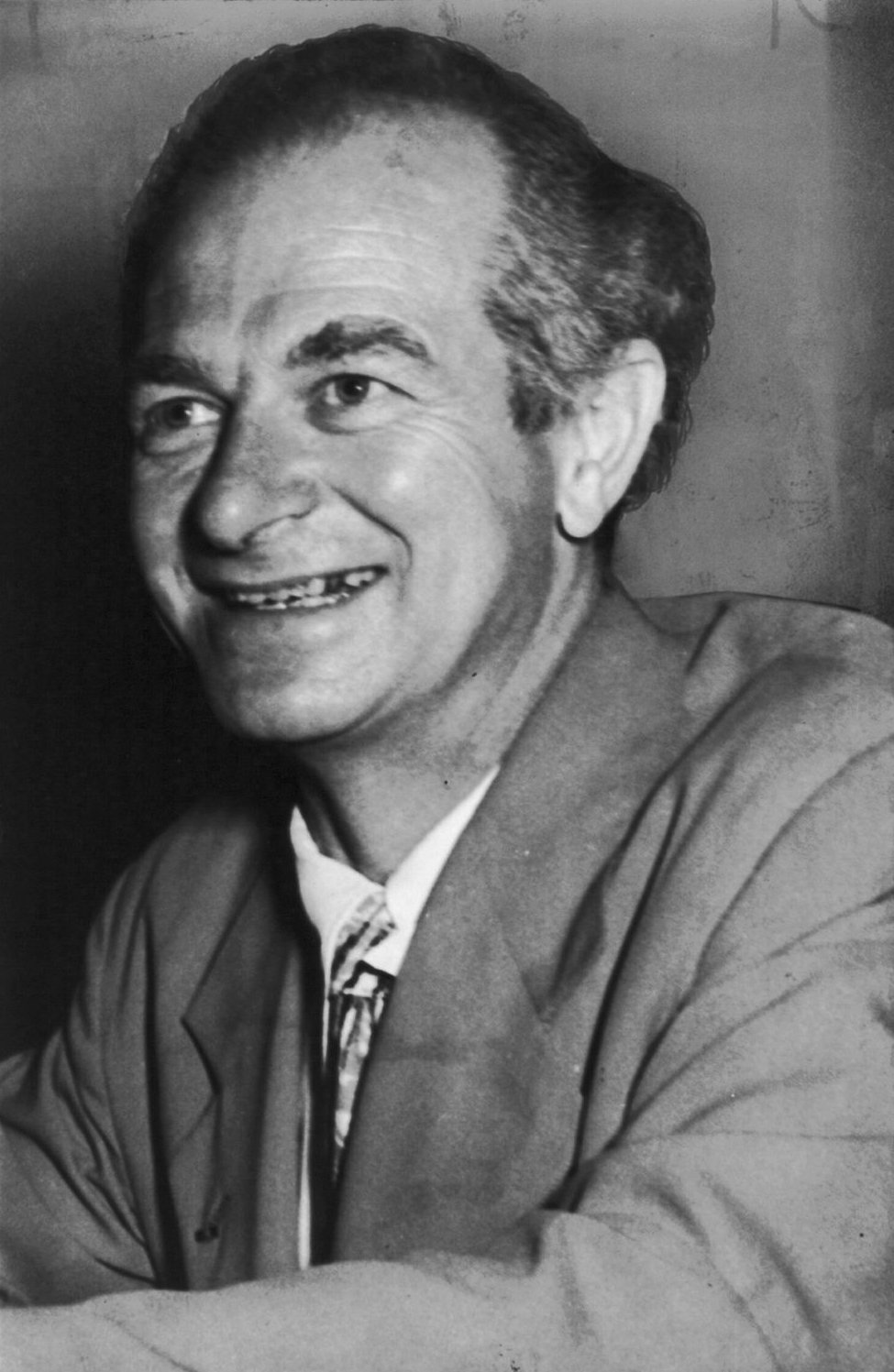
Linus Carl Pauling

## Teoria de Heitler-London

Enllaç covalent del dihidrogen

La primera teoria que desenvoluparen Heitler i London, per a la molècula de dihidrogen, H₂, es fonamenta en l'aproximació de Born-Oppenheimer que simplifica la resolució de l'equació de Schrödinger tractant per separat les funcions d'ona dels nuclis, que se suposen en repòs, i les dels dels electrons; i en les següents tres regles:
1. Un enllaç covalent es forma per la interacció de dos electrons desaparellats de cadascun dels dos àtoms.[1]
2. Els spins dels electrons queden oposats en l'enllaç i no contribueix a la susceptibilitat magnètica de la substància.
3. La parella d'electrons que formen un enllaç no contribueixen a cap altre enllaç.

A la teoria de Heitler-London el punt de partida per a fer els càlculs mecano-quàntics són dos àtoms d'hidrogen que han d'enllaçar-se, situats a distància infinita, això és, sense cap tipus d'interacció. La funció d'ona d'aquest sistema, ΨI, es pren, en una primera aproximació, com el producte de les funcions d'ona dels àtoms separats, és a dir:
on A i B són els àtoms, i 1 i 2 indiquen, respectivament, els electrons de l'àtom A i el del B.
Seguidament es van aproximant i es calculen totes les interaccions que van sorgint a mesura que la distància disminueix. Aquest mètode té l'avantatge que permet introduir directament en els càlculs tots els detalls específics de les interaccions, molts dels quals es coneixen a priori per l'experiència, la qual cosa simplifica molt els càlculs, especialment en el cas de molècules poliatòmiques.
| Energia i distància internuclear de H₂ calculades amb diferents aproximacions (efectes acumulats) |                             |                            |
| Funció de prova                                                                                   | Energia de dissociació (eV) | Distància internuclear (Å) |
| Electroestàtica                                                                                   | 0,25                        | 0,90                       |
| Bescanvi                                                                                          | 3,14                        | 0,869                      |
| Apantallament                                                                                     | 3,78                        | 0,743                      |
| Polarització                                                                                      | 4,04                        | 0,74                       |
| Formes iòniques                                                                                   | 4,12                        | 0,75                       |
| Experimental                                                                                      | 4,747                       | 0,741                      |

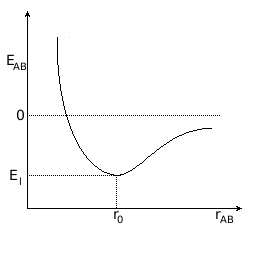
En unir-se els dos àtoms es produeix un mínim d'energia potencial a la distància d'enllaç r_{0}, és l'energia d'enllaç o bé l'energia de dissociació, l'energia que s'ha de subministrar per rompre l'enllaç.

Les interaccions que consideraren Heitler i London són:
1. La interacció electroestàtica. A més de les atraccions que experimenten els nuclis atòmics amb els seus respectius electrons i les repulsions entre electrons d'un mateix àtom, hi ha les atraccions entre nucli i electrons d'àtoms diferents que afavoreix l'enllaç químic. En contra de la formació de l'enllaç s'han de considerar les repulsions entre els nuclis positius d'ambdós àtoms i entre els electrons dels diferents àtoms. És un factor que representa el 5,27 % de l'energia d'enllaç. L'energia d'enllaç és la diferència entre l'energia potencial dels àtoms separats i la dels àtoms enllaçats.[13]
2. Interacció de bescanvi. El bescanvi d'electrons és un concepte introduït per Heitler i London i prové del fet que els electrons, en formar-se l'enllaç, deixen de pertànyer a un àtom i és impossible saber quin electró prové d'un àtom i de l'altre. Els electrons són indiscernibles. La disminució de l'energia es pot explicar a partir del fet que els electrons tenen un volum major on moure's i la mecànica quàntica demostra que l'energia és inversament proporcional al volum. Aquest fenomen és el que proporciona una disminució més elevada de l'energia en formar-se l'enllaç.[5] Per tant, també és possible la funció d'ona, ΨII amb els electrons canviats, o sigui:

Com que no és possible diferenciar els electrons la funció d'ona es pren com a combinació lineal de les dues anteriors, ΨI i ΨII:
on cI i cII són constants de la combinació lineal.
Aquest és el factor més important alhora de rebaixar l'energia en la formació de l'enllaç, ja que contribueix en un 60,9% de tota l'energia d'enllaç.

### Ampliació de la teoria inicial
Posteriorment altres investigadors refinaren els càlculs inicials introduint més factors, aconseguint aproximar-se als valors experimentals d'energia i distància entre nuclis. Els més importants són:
1. Efecte d'apantallament.[14] Els electrons produeixen un efecte de pantalla entre ells mateixos i això dona lloc a un nombre atòmic efectiu Z* menor que el nombre atòmic real de l'àtom, Z. Contribueix en un 13,5 % en l'energia d'enllaç.[5]
2. Polarització.[15] La polarització és la deformació que experimenten els orbitals atòmics pel fet de tenir un altre àtom proper. Contribueix en un 5,48% en l'energia d'enllaç.[13]
3. Participació de formes iòniques.[16] És una interacció que es produeix perquè, en un moment donat, els electrons que formen l'enllaç poden estar damunt un dels dos nuclis, produint un anió, que atreu l'altre àtom que ha quedat momentàniament sense l'electró de l'enllaç i resta positiu (catió). Contribueix en un 1,68 % en l'energia d'enllaç.[13]

Els resultats d'aquests càlculs indiquen que l'enllaç covalent és degut principalment per l'aparellament dels dos electrons, és a dir, a la possibilitat de bescanvi entre ells, i a la major atracció electroestàtica que tenen per part dels dos nuclis atòmics. L'aparellament només es pot produir si els electrons estan desaparellats en els àtoms, és a dir, si cada electró ocupa ell sol un orbital atòmic. Així els electrons que s'aparellin poden adoptar spins oposats, complint amb el principi d'exclusió de Pauli.

## Teoria de Heitler-London-Slater-Pauling
La TEV aplicada en un principi a la molècula de dihidrogen, H₂, per part de Heitler i London, fou ampliada per Slater i Pauling a molècules poliatòmiques, i es coneix com a teoria de Heitler-London-Slater-Pauling (HLSP). Consisteix a aproximar la funció d'ona de la molècula, per una combinació lineal de funcions d'ona dels electrons que s'aparellen per formar enllaç covalent, la qual cosa equival a dir que, un electró d'un àtom A s'aparella amb un altre d'un àtom B per donar l'enllaç A-B, essent aquest aparellament independent de qualsevol altre que es pugui donar en la mateixa molècula.
Pauling i Slater ampliaren les tres regles de formació de l'enllaç de Heitler i London amb aquestes tres més:
1. En cada enllaç només participa un orbital atòmic de cada àtom.
2. Per a combinacions d'orbitals atòmics del mateix nivell energètic l'enllaç és més fort com major sigui la superposició dels orbitals, i l'enllaç es forma en la direcció de màxima superposició.
3. Si es poden combinar orbitals de diferents nivells d'energia els que produeixen enllaços més forts són els de menor energia.[3]

Aquests principis s'ha demostrat que poden emprar-se per a la descripció de nombroses unions químiques, i que representen la racionalització, mitjançant la mecànica quàntica, de la teoria de Lewis de la unió per parelles d'electrons. Sempre que hi hagi dos àtoms que tenguin almanco un electró no aparellat cadascun, aquests poden unir-se per formar un enllaç en el qual els electrons es troben aparellats. Dos àtoms de liti, per exemple, amb configuracions 1s²2s¹, es combinen per donar Li₂ aparellant els electrons 2s; dos àtoms de clor, amb configuracions [Ne] 3s²3px²3py²3pz¹ es combinen perquè aparellen els seus electrons 3pz i donen Cl₂.

### Enllaç σ

Representació de la formació de diferents enllaços σ

La teoria HLSP descriu diversos tipus d'enllaços covalents. Si els orbitals atòmics que contenen els electrons desaparellats se superposen, se superposen, en la mateixa direcció que els seus eixos de simetria s'obté un enllaç σ. Se'n poden formar de diversos subtipus:
- σss, si se superposen dos orbitals atòmics s, com és el cas de la molècula de dihidrogen, H₂.
- σsp, si se superposa un orbital atòmic s d'un àtom amb un orbital pz de l'altre (l'eix Z és habitualment l'eix d'enllaç). Com a exemples hi ha el clorur d'hidrogen HCl i el bromur d'hidrogen HBr.
- σpp, si se superposen dos orbitals atòmics pz en la mateixa direcció que els seus eixos de simetria. Per exemple els trobam a les molècules Cl₂, Br₂ o I₂.

### Enllaç π

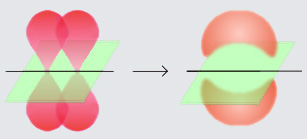
Enllaç π

Els orbitals atòmics també poden superposar-se en direcció perpendicular als seus eixos de simetria. En aquest cas s'obtenen enllaços π, els quals es formen només per superposició d'orbitals atòmics px o py, ja que els tenen simetria esfèrica i els pz estan orientats en la direcció de l'enllaç. Són enllaços més dèbils que els σ, i a les molècules on es presenten sempre van acompanyats d'un enllaç σ. Permeten explicar les molècules de dioxigen, O₂, i dinitrogen, N₂, que tenen enllaços doble (σ + π) i triple (σ + π + π) respectivament.

### Valències superiors
L'existència de tots els composts de carboni amb quatre enllaços (excepte el monòxid de carboni, CO), mentre que el carboni només disposa de dos electrons desaparellats per formar enllaços, era un buit que la teoria de Heitler-London no podia explicar. Pauling s'adonà que era possible la promoció d'un electró 2s a un orbital 2p, quedant quatre electrons desaparellats amb la possibilitat, per això, de formar quatre enllaços i, així, recuperar l'energia invertida en la promoció:
D'aquesta manera és possible explicar totes les valències superiors dels elements químics, per exemple la 5 del fòsfor, la 4 i la 6 del sofre, les 3, 5 i 7 del clor. També permet explicar que elements, com l'oxigen o el nitrogen, no tenguin valències superiors, ja que la promoció s'ha de fer entre orbitals d'un mateix nivell energètic, i aquest elements no tenen orbitals buits en el nivell 2. La promoció a orbitals buits de nivells superiors requereix una quantitat excessiva d'energia que no es pot recuperar amb la formació d'un nombre més gran d'enllaços.

### Hibridació
Un altre problema no resolt, en les primeres dècades del segle xx, respecte del carboni, era la direccionalitat dels seus enllaços. Era ben sabut, per mesures experimentals, que el carboni, i altres elements, formaven quatre enllaços dirigits segons les direccions dels vèrtexs d'un tetraedre, separats 109,5º; i amb els quatre enllaços equivalents. Amb els orbitals atòmics s i p això no és possible perquè tres d'ells estan orientats en direccions separades 90°, els p, i l'orbital s no té cap direcció preferent. Tampoc és possible l'equivalència dels enllaços formats, ja que els orbitals s no tenen la mateixa simetria que els p i, per tant, no poden donar la mateixa superposició amb orbitals d'altres àtoms. Pauling descobrí que la mecànica quàntica no impedeix que, a partir dels orbitals atòmics s i p, se'n obtenguin de nous mitjançant una combinació lineal, que siguin equivalents i que estiguin orientats segons els vèrtexs d'un tetraedre. Aquests nous orbitals, que s'anomenen orbitals híbrids, també són solucions de l'equació de Schrödinger. Les possibles hibridacions dels orbitals s i p són:

Formació dels orbitals híbrids sp

- Hibridació tetragonal. La combinació dels quatre orbitals atòmics, l's i els tres p, dona lloc a quatre orbitals híbrids sp3, separats amb angles de 109,5º:

- Hibridació trigonal. La combinació de l'orbital atòmic s i només dos dels tres p, dona lloc a tres orbitals híbrids sp², continguts en un pla i separats 120º:

- Hibridació digonal. La combinació de l'orbital atòmic s i només un dels tres p, dona lloc a dos orbitals híbrids sp, continguts en una recta i separats 180°:

També és possible hibridar orbitals s, p i d en aquells àtoms que tenen electrons de valència que poden promocionar a orbitals d dins del mateix nivell, això és, pel nivell 3 en endavant. Amb ells és possible explicar molècules com ara, el pentaclorur de fòsfor, PCl₅, que té geometria de bipiràmide trigonal i s'aconsegueix mitjançant cinc híbrids sp3d del fòsfor; o l'hexafluorur de sofre que amb sis híbrids sp3d² del sofre dona lloc a una geometria octaèdrica.

### Ressonància

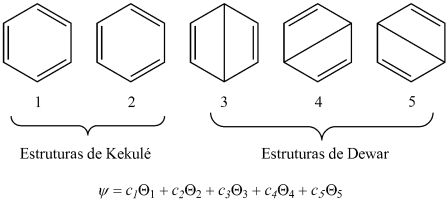
Estructures del benzè de Kekulé i de Dewar

Els càlculs per a molècules amb molts d'enllaços és complexa. Però si les molècules tenen enllaços dobles conjugats, com és el cas del benzè, per escriure la seva funció d'ona es poden emprar combinacions lineals de totes les funcions d'ones de les possibles estructures raonables, donant més importància a les més probables, o les que rebaixen més l'energia. Experimentalment se sap que tots els enllaços del benzè són equivalents, per la qual cosa no és correcte assignar enllaços simples i dobles alternats, o creuant l'anell. La molècula real és una mescla de totes aquestes estructures, les quals no són reals, no existeixen, no hi ha un equilibri químic entre elles, provenen de les limitacions de les nostres representacions de les molècules.
Pel benzè, històricament es proposaren un bon grapat de fórmules estructurals. Les dues estructures més importants són les de Kekulé perquè són més estables, per la qual cosa contribueixen amb més pes a la funció d'ona del benzè. Les següents més probables són les estructures de Dewar, però són menys estables degut a la gran longitud dels dèbils enllaços que creuen l'anell. D'altres estructures es descartaren perquè eren molt poc probables. Les estructures simples utilitzades s'anomenen estructures canòniques.